# Temporada 2023 del Campeonato del Mundo de Moto3
La temporada 2023 del Campeonato del Mundo de Moto3 es la 12.ª edición de este campeonato creado en 2012. Este campeonato es parte de la 75.ª edición del Campeonato del Mundo de Motociclismo.

## Calendario
El 30 de septiembre de 2022, la FIM y Dorna hicieron público el calendario provisional para 2023.
| Ronda                                               | Gran Premio                            | Circuito                                                | Fecha                         |
| --------------------------------------------------- | -------------------------------------- | ------------------------------------------------------- | ----------------------------- |
| 1                                                   | Gran Premio de Portugal                | Autódromo Internacional do Algarve, Portimão            | 24-26 de marzo                |
| 2                                                   | Gran Premio de Argentina               | Autódromo Termas de Río Hondo, Santiago del Estero      | 31 de marzo-2 de abril        |
| 3                                                   | Gran Premio de las Américas            | Circuito de las Américas, Austin, Texas                 | 14-16 de abril                |
| 4                                                   | Gran Premio de España                  | Circuito de Jerez, Jerez de la Frontera                 | 28-30 de abril                |
| 5                                                   | Gran Premio de Francia                 | Circuito de Bugatti, Le Mans                            | 12-14 de mayo                 |
| 6                                                   | Gran Premio de Italia                  | Autódromo Internacional del Mugello, Scarperia          | 9-11 de junio                 |
| 7                                                   | Gran Premio de Alemania                | Sachsenring, Hohenstein-Ernstthal                       | 16-18 de junio                |
| 8                                                   | TT Assen                               | Circuito de Assen, Assen                                | 23-25 de junio                |
| 9                                                   | Gran Premio de Kazajistán              | Autódromo Internacional de Sokol, Almaty                | 7-9 de julio                  |
| 10                                                  | Gran Premio de Gran Bretaña            | Circuito de Silverstone, Silverstone                    | 4-6 de agosto                 |
| 11                                                  | Gran Premio de Austria                 | Red Bull Ring, Spielberg                                | 18-20 de agosto               |
| 12                                                  | Gran Premio de Cataluña                | Circuito de Barcelona-Cataluña, Montmeló                | 1-3 de septiembre             |
| 13                                                  | Gran Premio de San Marino              | Misano World Circuit Marco Simoncelli, Misano Adriatico | 8-10 de septiembre            |
| 14                                                  | Gran Premio de la India                | Circuito Internacional de Buddh, Greater Noida          | 22-24 de septiembre           |
| 15                                                  | Gran Premio de Japón                   | Mobility Resort Motegi, Motegi                          | 29 de septiembre-1 de octubre |
| 16                                                  | Gran Premio de Indonesia               | Circuito Urbano Internacional de Mandalika, Lombok      | 13-15 de octubre              |
| 17                                                  | Gran Premio de Australia               | Circuito de Phillip Island, Isla Phillip                | 20-22 de octubre              |
| 18                                                  | Gran Premio de Tailandia               | Circuito Internacional de Chang, Buriram                | 27-29 de octubre              |
| 19                                                  | Gran Premio de Malasia                 | Circuito Internacional de Sepang, Selangor              | 10-12 de noviembre            |
| 20                                                  | Gran Premio de Catar                   | Circuito Internacional de Losail, Lusail                | 17-19 de noviembre            |
| 21                                                  | Gran Premio de la Comunidad Valenciana | Circuito Ricardo Tormo, Valencia                        | 24-26 de noviembre            |
| Notas: Actualizado a 30 de septiembre de 2022 1. 2. |                                        |                                                         |                               |

### Cambios en el calendario
- El Gran Premio de Hungría que estaba programado para regresar al campeonato en 2023, pero se pospuso hasta al menos 2024 debido a que el circuito todavía no empezó su construcción.[2]
- Por primera vez desde 2007, el Gran Premio de Catar no albergará el comienzo de campeonato debido a "una amplia renovación y remodelación del área del paddock y las instalaciones del circuito".
- El Gran Premio de Kazajistán hará su debut en el campeonato por las siguientes cinco temporadas, celebrando sus carreras en el Autódromo Internacional de Sokol. Kazajistán se convertirá en el país número 30 en albergar carreras del campeonato del mundo, mientras que el Autódromo Internacional de Sokol se convertirá en el 74.º circuito en albergar carreras mundialistas.[3]
- Luego de 13 temporadas consecutivas dentró del Campeonato del Mundo de MotoGP, el Gran Premio de Aragón no estará en el calendario.
- Tras un primer intento fallido por ingresar al campeonato en 2013, el Gran Premio de la India había acordado su incorporación a partir de la temporada siguiente[4] pero su ingreso fue adelantado para esta temporada.[5] India se convertirá en el país número 31 en albergar carreras del campeonato del mundo, mientras que el Circuito Internacional de Buddh se convertirá en el 75.º circuito en albergar carreras mundialistas.

## Equipos y pilotos
| Equipo                         | Constructor | Moto     | N.º | Piloto               | Rondas       |
| ------------------------------ | ----------- | -------- | --- | -------------------- | ------------ |
| CFMoto Racing Prüstel GP       | CFMoto      | Moto3    | 43  | Xavier Artigas       | Todas        |
| CFMoto Racing Prüstel GP       | CFMoto      | Moto3    | 66  | Joel Kelso           | 1, 4-20      |
| CFMoto Racing Prüstel GP       | CFMoto      | Moto3    | 92  | David Almansa        | 2-3          |
| CFMoto Racing Prüstel GP       | CFMoto      | Moto3    | 12  | Noah Dettwiler       | 10, 16       |
| GasGas Aspar Team M3           | Gas Gas     | RC250GP  | 6   | Ryusei Yamanaka      | Todas        |
| GasGas Aspar Team M3           | Gas Gas     | RC250GP  | 80  | David Alonso         | Todas        |
| Honda Team Asia                | Honda       | NSF250RW | 64  | Mario Aji            | Todas        |
| Honda Team Asia                | Honda       | NSF250RW | 72  | Taiyo Furusato       | Todas        |
| Honda Team Asia                | Honda       | NSF250RW | 33  | Tatchakorn Buasri    | 7, 10-11, 17 |
| Honda Team Asia                | Honda       | NSF250RW | 93  | Arbi Aditama         | 15           |
| Leopard Racing                 | Honda       | NSF250RW | 5   | Jaume Masiá          | Todas        |
| Leopard Racing                 | Honda       | NSF250RW | 24  | Tatsuki Suzuki       | 1-6, 9-14    |
| Leopard Racing                 | Honda       | NSF250RW | 31  | Adrián Fernández     | 7-8, 15-20   |
| Rivacold Snipers Team          | Honda       | NSF250RW | 18  | Matteo Bertelle      | Todas        |
| Rivacold Snipers Team          | Honda       | NSF250RW | 55  | Romano Fenati        | 1-13, 18-20  |
| Rivacold Snipers Team          | Honda       | NSF250RW | 9   | Nicola Fabio Carraro | 15-17        |
| Rivacold Snipers Team          | Honda       | NSF250RW | 92  | David Almansa        | 14           |
| SIC58 Squadra Corse            | Honda       | NSF250RW | 27  | Kaito Toba           | Todas        |
| SIC58 Squadra Corse            | Honda       | NSF250RW | 54  | Riccardo Rossi       | Todas        |
| VisionTrack Racing Team        | Honda       | NSF250RW | 19  | Scott Ogden          | Todas        |
| VisionTrack Racing Team        | Honda       | NSF250RW | 70  | Joshua Whatley       | 1-19         |
| Petronas MIE/MLav Racing       | Honda       | NSF250RW | 3   | KY Ahamed            | 13           |
| Petronas MIE/MLav Racing       | Honda       | NSF250RW | 57  | Danial Shahril       | 13           |
| Liqui Moly Husqvarna Intact GP | Husqvarna   | FR250GP  | 71  | Ayumu Sasaki         | Todas        |
| Liqui Moly Husqvarna Intact GP | Husqvarna   | FR250GP  | 95  | Collin Veijer        | Todas        |
| Finetwork Mir Racing Team      | Husqvarna   | FR250GP  | 92  | David Almansa        | 4, 11, 20    |
| Finetwork Mir Racing Team      | Husqvarna   | FR250GP  | 69  | Marcos Ruda          | 20           |
| Angeluss MTA Team              | KTM         | RC250GP  | 48  | Iván Ortolá          | Todas        |
| Angeluss MTA Team              | KTM         | RC250GP  | 82  | Stefano Nepa         | Todas        |
| Boé Motorsports                | KTM         | RC250GP  | 22  | Ana Carrasco         | 1-15         |
| Boé Motorsports                | KTM         | RC250GP  | 44  | David Muñoz          | 1-4, 7-20    |
| Boé Motorsports                | KTM         | RC250GP  | 21  | Vicente Pérez        | 6, 17-20     |
| CIP Green Power                | KTM         | RC250GP  | 16  | Andrea Migno         | 2-8          |
| CIP Green Power                | KTM         | RC250GP  | 20  | Lorenzo Fellon       | 1, 9-20      |
| CIP Green Power                | KTM         | RC250GP  | 38  | David Salvador       | Todas        |
| MT Helmets – MSi               | KTM         | RC250GP  | 10  | Diogo Moreira        | Todas        |
| MT Helmets – MSi               | KTM         | RC250GP  | 63  | Syarifuddin Azman    | 1-6, 8-20    |
| MT Helmets – MSi               | KTM         | RC250GP  | 57  | Danial Shahril       | 7            |
| MT Helmets – MSi               | KTM         | RC250GP  | 58  | Luca Lunetta         | 6            |
| Red Bull KTM Ajo               | KTM         | RC250GP  | 99  | José Antonio Rueda   | Todas        |
| Red Bull KTM Ajo               | KTM         | RC250GP  | 53  | Deniz Öncü           | Todas        |
| Red Bull KTM Tech3             | KTM         | RC250GP  | 96  | Daniel Holgado       | Todas        |
| Red Bull KTM Tech3             | KTM         | RC250GP  | 7   | Filippo Farioli      | Todas        |
| Yamaha Thailand Racing         | KTM         | RC250GP  | 32  | Krittapat Keankum    | 17           |
| Fuente:                        |             |          |     |                      |              |

| Leyenda             |
| ------------------- |
| Piloto titular      |
| Piloto invitado     |
| Piloto de reemplazo |

- Todos los equipos utilizan neumáticos Dunlop.

### Cambios de pilotos
- Después de solo una temporada en el MT Helmets – MSi, Ryusei Yamanaka dejó el equipo para fichar por el GasGas Aspar Team.
- El italiano Filippo Farioli hará su debut mundialista en las filas del Red Bull KTM Tech3.
- Después de solo una temporada en el Red Bull KTM Ajo, Daniel Holgado dejó el equipo para fichar por el Red Bull KTM Tech3.
- Tras dos temporadas como piloto del Red Bull KTM Ajo, Jaume Masiá dejó el equipo para fichar por el Leopard Racing. Masiá corrió previamente con el Leopard Racing en la  temporada 2020.
- El campeón del FIM JuniorGP, José Antonio Rueda hará su debut mundialista en las filas del Red Bull KTM Ajo.
- Después de solo una temporada en el CIP Green Power, el australiano Joel Kelso dejó el equipo para fichar por el CFMoto Racing Prüstel GP.
- Tras dos temporadas como piloto del SIC58 Squadra Corse, el francés Lorenzo Fellon dejó el equipo para fichar por el CIP Green Power.
- El neerlandés Collin Veijer hará su debut mundialista en las filas del Sterilgarda Husqvarna Max.
- El campeón 2021 de la Red Bull MotoGP Rookies Cup, David Alonso hará su debut mundialista en las filas del GasGas Aspar Team.

## Resultados

### Resultados por Gran Premio
| Ronda | Gran Premio                            | Pole position  | Vuelta rápida   | Piloto ganador | Equipo ganador                 | Constructor ganador |
| ----- | -------------------------------------- | -------------- | --------------- | -------------- | ------------------------------ | ------------------- |
| 1     | Gran Premio de Portugal                | Ayumu Sasaki   | Deniz Öncü      | Daniel Holgado | Red Bull KTM Tech3             | KTM                 |
| 2     | Gran Premio de Argentina               | Ayumu Sasaki   | Jaume Masiá     | Tatsuki Suzuki | Leopard Racing                 | Honda               |
| 3     | Gran Premio de las Américas            | Jaume Masiá    | Iván Ortolá     | Iván Ortolá    | Angeluss MTA Team              | KTM                 |
| 4     | Gran Premio de España                  | Deniz Öncü     | Ryusei Yamanaka | Iván Ortolá    | Angeluss MTA Team              | KTM                 |
| 5     | Gran Premio de Francia                 | Ayumu Sasaki   | Ayumu Sasaki    | Daniel Holgado | Red Bull KTM Tech3             | KTM                 |
| 6     | Gran Premio de Italia                  | Deniz Öncü     | Ayumu Sasaki    | Daniel Holgado | Red Bull KTM Tech3             | KTM                 |
| 7     | Gran Premio de Alemania                | Ayumu Sasaki   | Daniel Holgado  | Deniz Öncü     | Red Bull KTM Ajo               | KTM                 |
| 8     | Gran Premio de los Países Bajos        | David Muñoz    | Iván Ortolá     | Jaume Masiá    | Leopard Racing                 | Honda               |
| 9     | Gran Premio de Gran Bretaña            | Jaume Masiá    | Collin Veijer   | David Alonso   | Gaviota GasGas Aspar Team      | Gas Gas             |
| 10    | Gran Premio de Austria                 | Collin Veijer  | David Alonso    | Deniz Öncü     | Red Bull KTM Ajo               | KTM                 |
| 11    | Gran Premio de Cataluña                | Iván Ortolá    | Daniel Holgado  | David Alonso   | Gaviota GasGas Aspar Team      | Gas Gas             |
| 12    | Gran Premio de San Marino              | Jaume Masiá    | David Alonso    | David Alonso   | Gaviota GasGas Aspar Team      | Gas Gas             |
| 13    | Gran Premio de la India                | Jaume Masiá    | Ayumu Sasaki    | Jaume Masiá    | Leopard Racing                 | Honda               |
| 14    | Gran Premio de Japón                   | Jaume Masiá    | Ayumu Sasaki    | Jaume Masiá    | Leopard Racing                 | Honda               |
| 15    | Gran Premio de Indonesia               | Diogo Moreira  | Iván Ortolá     | Diogo Moreira  | MT Helmets – MSi               | KTM                 |
| 16    | Gran Premio de Australia               | Ayumu Sasaki   | Deniz Öncü      | Deniz Öncü     | Red Bull KTM Ajo               | KTM                 |
| 17    | Gran Premio de Tailandia               | Deniz Öncü     | Deniz Öncü      | David Alonso   | Gaviota GasGas Aspar Team      | Gas Gas             |
| 18    | Gran Premio de Malasia                 | Jaume Masiá    | Ayumu Sasaki    | Collin Veijer  | Liqui Moly Husqvarna Intact GP | Husqvarna           |
| 19    | Gran Premio de Catar                   | Daniel Holgado | Ayumu Sasaki    | Jaume Masiá    | Leopard Racing                 | Honda               |
| 20    | Gran Premio de la Comunidad Valenciana | Collin Veijer  | David Alonso    | Ayumu Sasaki   | Liqui Moly Husqvarna Intact GP | Husqvarna           |

### Campeonato de pilotos
Sistema de puntuación
Los puntos se reparten entre los quince primeros clasificados en acabar la carrera. 
Sistema de puntuación de 1993 hasta 2022:
| Posición | 1.º | 2.º | 3.º | 4.º | 5.º | 6.º | 7.º | 8.º | 9.º | 10.º | 11.º | 12.º | 13.º | 14.º | 15.º |
| Puntos   | 25  | 20  | 16  | 13  | 11  | 10  | 9   | 8   | 7   | 6    | 5    | 4    | 3    | 2    | 1    |

| Pos. | Piloto               | Moto      | Equipo                         | POR | ARG | AME | SPA | FRA | ITA | GER | NED | GBR | AUT | CAT | RSM | IND | JPN | INA | AUS | THA | MAL | QAT | VAL | Ptos. |
| ---- | -------------------- | --------- | ------------------------------ | --- | --- | --- | --- | --- | --- | --- | --- | --- | --- | --- | --- | --- | --- | --- | --- | --- | --- | --- | --- | ----- |
| 1    | Jaume Masiá          | Honda     | Leopard Racing                 | 5   | Ret | 2   | 3   | 3   | 5   | 6   | 1   | 18  | Ret | 2   | 2   | 1   | 1   | 6   | 8   | 4   | 3   | 1   | 13  | 274   |
| 2    | Ayumu Sasaki         | Husqvarna | Liqui Moly Husqvarna Intact GP | 6   | Ret | Ret | 4   | 2   | 3   | 2   | 2   | 2   | 3   | 4   | 7   | 3   | 2   | 18  | 2   | Ret | 2   | 6   | 1   | 268   |
| 3    | David Alonso         | Gas Gas   | GasGas Aspar Team              | Ret | 14  | 8   | 2   | 8   | 4   | 5   | 13  | 1   | 29  | 1   | 1   | 5   | 7   | 2   | Ret | 1   | Ret | 2   | 2   | 245   |
| 4    | Deniz Öncü           | KTM       | Red Bull KTM Ajo               | 10  | 24  | 6   | 9   | 6   | 2   | 1   | 3   | 11  | 1   | 11  | 3   | 14  | Ret | 8   | 1   | 5   | 11  | 3   | 5   | 223   |
| 5    | Daniel Holgado       | KTM       | Red Bull KTM Tech3             | 1   | 4   | 5   | 6   | 1   | 1   | 3   | 25  | 3   | 2   | 21  | 16  | 4   | 3   | 14  | 13  | 6   | Ret | 9   | 8   | 220   |
| 6    | Iván Ortolá          | KTM       | Angeluss MTA Team              | Ret | 19  | 1   | 1   | 4   | 11  | 4   | 4   | 4   | 5   | DSQ | 8   | 8   | 5   | 9   | Ret | 11  | 4   | 15  | 3   | 187   |
| 7    | Collin Veijer        | Husqvarna | Liqui Moly Husqvarna Intact GP | 12  | 22  | 13  | 23  | 15  | 6   | Ret | 7   | 9   | 4   | DNS | 5   | Ret | 11  | 4   | 4   | 3   | 1   | 10  | 4   | 149   |
| 8    | Diogo Moreira        | KTM       | MT Helmets – MSi               | 3   | 2   | 4   | 10  | Ret | 7   | 7   | 12  | 7   | 8   | 16  | 12  | 13  | 14  | 1   | Ret | 13  | Ret | 26  | Ret | 131   |
| 9    | José Antonio Rueda   | KTM       | Red Bull KTM Ajo               | 4   | 23  | 10  | 5   | 9   | 14  | 13  | 6   | 8   | 11  | 3   | 9   | 10  | 10  | 5   | 18  | 16  | Ret | 16  | 6   | 121   |
| 10   | David Muñoz          | KTM       | Boé Motorsports                | 2   | 16  | Ret | INJ | INJ | DNS | 12  | 5   | 5   | 9   | Ret | 4   | 6   | 6   | 3   | Ret | Ret | 17  | 12  | 9   | 113   |
| 11   | Kaito Toba           | Honda     | Sic58 Squadra Corse            | 11  | 7   | 11  | Ret | 12  | 10  | 14  | 11  | 14  | 14  | 7   | 6   | 2   | 8   | 12  | 17  | 10  | Ret | 8   | 20  | 105   |
| 12   | Stefano Nepa         | KTM       | Angeluss MTA Team              | 7   | 6   | Ret | 15  | 10  | 9   | 9   | 10  | 12  | 10  | 5   | 13  | 9   | 4   | 10  | 12  | 17  | 15  | 18  | 15  | 102   |
| 13   | Ryusei Yamanaka      | Gas Gas   | GasGas Aspar Team              | 16  | 9   | 9   | 25  | 5   | 15  | 8   | 15  | 15  | 7   | 9   | 14  | 15  | 9   | 15  | 15  | 9   | 9   | 21  | 10  | 84    |
| 14   | Riccardo Rossi       | Honda     | Sic58 Squadra Corse            | 15  | Ret | 15  | Ret | 16  | 8   | 17  | 18  | 13  | 6   | 6   | 18  | 7   | 13  | 13  | 6   | 8   | Ret | 4   | 17  | 79    |
| 15   | Xavier Artigas       | CFMoto    | CFMoto Racing Prüstel GP       | 8   | 8   | 3   | 7   | 7   | Ret | 11  | 14  | 21  | 19  | 11  | 17  | 11  | Ret | 19  | 16  | 14  | 6   | 20  | 19  | 77    |
| 16   | Taiyo Furusato       | Honda     | Honda Team Asia                | 20  | 18  | 20  | 16  | Ret | Ret | 10  | 17  | 20  | 18  | 13  | 11  | Ret | 12  | 7   | 7   | 2   | Ret | 14  | 11  | 63    |
| 17   | Joel Kelso           | CFMoto    | CFMoto Racing Prüstel GP       | 9   | INJ | INJ | 18  | 11  | Ret | 22  | 9   | 16  | 16  | DSQ | 19  | Ret | 15  | 16  | 3   | 12  | 7   | 13  | 7   | 61    |
| 18   | Matteo Bertelle      | Honda     | Rivacold Snipers Team          | 17  | 12  | Ret | 13  | 17  | 12  | Ret | 16  | Ret | 12  | 10  | 20  | Ret | Ret | 11  | 9   | 7   | 10  | 7   | 18  | 57    |
| 19   | Tatsuki Suzuki       | Honda     | Leopard Racing                 | 14  | 1   | Ret | 8   | 13  | Ret |     |     | Ret | 13  | 8   | 15  | Ret | Ret | DNS |     |     |     |     |     | 50    |
| 20   | Romano Fenati        | Honda     | Rivacold Snipers Team          | 19  | 13  | 16  | 11  | 19  | 17  | 18  | 8   | 10  | 17  | 14  | 10  |     |     |     |     |     | Ret | 11  | 16  | 35    |
| 21   | David Salvador       | KTM       | CIP Green Power                | 13  | 10  | 7   | Ret | 14  | 18  | 24  | 20  | 6   | 15  | 19  | Ret | Ret |     |     | Ret | 25  | 18  | 23  | 21  | 31    |
| 22   | Adrián Fernández     | Honda     | Leopard Racing                 |     |     |     |     |     |     | 16  | Ret |     |     |     |     |     |     | Ret | 5   | 15  | 5   | 17  | 14  | 25    |
| 23   | Scott Ogden          | Honda     | VisionTrack Racing Team        | Ret | 5   | 14  | 12  | Ret | 13  | 20  | 22  | 17  | 22  | 15  | 23  | Ret | 18  | Ret |     |     | 13  | 19  | DNS | 24    |
| 24   | Filippo Farioli      | KTM       | Red Bull KTM Tech3             | Ret | 20  | 18  | 14  | 18  | Ret | 21  | 21  | 19  | 21  | Ret | 21  | 11  | 16  | 20  | Ret | 19  | 8   | Ret | 12  | 19    |
| 25   | Andrea Migno         | KTM       | CIP Green Power                |     | 3   | 19  | 17  | Ret | 16  | 15  | 19  |     |     |     |     |     |     |     |     |     |     |     |     | 17    |
| 26   | Vicente Pérez        | KTM       | Boé Motorsports                |     |     |     |     |     | Ret |     |     |     |     |     |     |     |     |     |     | 18  | 12  | 5   | Ret | 15    |
| 27   | Lorenzo Fellon       | KTM       | CIP Green Power                | DNS | INJ | INJ | INJ | INJ | INJ | INJ | INJ | 24  | 24  | 23  | 24  | 17  | 21  | 23  | 10  | 21  | 16  | 24  | Ret | 6     |
| 28   | Syarifuddin Azman    | KTM       | MT Helmets – MSi               | 22  | 11  | Ret | 21  | Ret |     |     |     | Ret | 28  | 24  | 25  | 21  | 19  | 24  | Ret | 24  | 20  | 22  | DNS | 5     |
| 29   | Nicola Fabio Carraro | Honda     | Rivacold Snipers Team          |     |     |     |     |     |     |     |     |     |     |     |     |     |     | 21  | 11  | 22  |     |     |     | 5     |
| 30   | Joshua Whatley       | Honda     | VisionTrack Racing Team        | 21  | 15  | DNS | 24  | 22  | 21  | 23  | Ret | 25  | 27  | 21  | 22  | 16  | 20  | 22  | 14  | 23  | 14  | Ret | DNS | 5     |
| 31   | Mario Aji            | Honda     | Honda Team Asia                | 18  | Ret | 12  | 19  | 21  | 20  | 19  | 23  | 22  | 26  | 17  | 26  | 18  | 23  | 25  | Ret | 26  | 19  | 25  | 23  | 4     |
| 32   | David Almansa        | CFMoto    | CFMoto Racing Prüstel GP       |     | 17  | 17  |     |     |     |     |     |     |     |     |     |     |     |     |     |     |     |     |     | 0     |
| 32   | David Almansa        | Husqvarna | Finetwork Intact GP            |     |     |     | 20  |     |     |     |     |     |     | 22  |     |     |     |     |     |     |     |     | DNS | 0     |
| 32   | David Almansa        | Honda     | Rivacold Snipers Team          |     |     |     |     |     |     |     |     |     |     |     |     |     | 17  |     |     |     |     |     |     | 0     |
| 33   | Arbi Aditama         | Honda     | Honda Team Asia                |     |     |     |     |     |     |     |     |     |     |     |     |     |     | 17  |     |     |     |     |     | 0     |
| 34   | Tatchakorn Buasri    | Honda     | Honda Team Asia                |     |     |     |     |     |     | 25  |     |     | 23  | 18  |     |     |     |     |     | 28  |     |     |     | 0     |
| 35   | Ana Carrasco         | KTM       | Boé Motorsports                | 23  | 21  | 21  | 22  | 20  | 22  | 27  | 24  | 23  | 25  | 25  | 27  | 19  | 22  | Ret | DNS | DNS | DNS | DNS | DNS | 0     |
| 36   | Luca Lunetta         | KTM       | MT Helmets – MSi               |     |     |     |     |     | 19  |     |     |     |     |     |     |     |     |     |     |     |     |     |     | 0     |
| 37   | Danial Shahril       | KTM       | MT Helmets – MSi               |     |     |     |     |     |     | 26  |     |     |     |     |     |     |     |     |     |     |     |     |     | 0     |
| 37   | Danial Shahril       | Honda     | Petronas MIE/MLav Racing Team  |     |     |     |     |     |     |     |     |     |     |     |     | 20  |     |     |     |     |     |     |     | 0     |
| 38   | Noah Dettwiler       | CFMoto    | CFMoto Racing Prüstel GP       |     |     |     |     |     |     |     |     |     | 20  |     |     |     |     |     | 26  |     |     |     |     | 0     |
| 39   | Marcos Ruda          | Husqvarna | Finetwork Intact GP            |     |     |     |     |     |     |     |     |     |     |     |     |     |     |     |     |     |     |     | 22  | 0     |
| 40   | Krittapat Keankum    | KTM       | Yamaha Thailand Racing         |     |     |     |     |     |     |     |     |     |     |     |     |     |     |     |     | 27  |     |     |     | 0     |
|      | KY Ahamed            | Honda     | Petronas MIE/MLav Racing Team  |     |     |     |     |     |     |     |     |     |     |     |     | DNQ |     |     |     |     |     |     |     | 0     |
| Pos. | Piloto               | Moto      | Equipo                         | POR | ARG | AME | SPA | FRA | ITA | GER | NED | GBR | AUT | CAT | RSM | IND | JPN | INA | AUS | THA | MAL | QAT | VAL | Ptos. |

| Color     | Resultado                                                               |
| --------- | ----------------------------------------------------------------------- |
| Oro       | Ganador                                                                 |
| Plata     | 2.ª plaza                                                               |
| Bronce    | 3.ª plaza                                                               |
| Verde     | Finalizó en los puntos                                                  |
| Azul      | Finalizó sin puntos                                                     |
| Azul      | NC - No clasificado                                                     |
| Violeta   | Ret - No terminó (Carrera)                                              |
| Rojo      | DNQ - No se clasificó                                                   |
| Negro     | DSQ - Descalificado                                                     |
| Blanco    | DNS - No empezó (carrera)                                               |
| Blanco    | WD - Retirado (fin de semana)                                           |
| Blanco    | C - Carrera cancelada                                                   |
| Sin color | DNP - Inscrito pero no participó                                        |
| Sin color | INJ - Lesionado                                                         |
| Sin color | EX - Excluido                                                           |
| Estado    | Resultado                                                               |
| Negrita   | Pole position                                                           |
| Cursiva   | Vuelta rápida                                                           |
| †         | Abandona, pero clasifica al completar el porcentaje requerido para ello |

### Campeonato de Constructores
| Pos. | Constructor | POR | ARG | AME | SPA | FRA | ITA | GER | NED | GBR | AUT | CAT | RSM | IND | JPN | INA | AUS | THA | MAL | QAT | VAL | Ptos. |
| ---- | ----------- | --- | --- | --- | --- | --- | --- | --- | --- | --- | --- | --- | --- | --- | --- | --- | --- | --- | --- | --- | --- | ----- |
| 1    | KTM         | 1   | 2   | 1   | 1   | 1   | 1   | 1   | 3   | 3   | 1   | 3   | 3   | 4   | 3   | 1   | 1   | 5   | 4   | 3   | 3   | 394   |
| 2    | Honda       | 5   | 1   | 2   | 3   | 3   | 5   | 6   | 1   | 10  | 6   | 2   | 2   | 1   | 1   | 6   | 5   | 2   | 3   | 1   | 11  | 327   |
| 3    | Husqvarna   | 6   | 22  | 13  | 4   | 2   | 3   | 2   | 2   | 2   | 3   | 4   | 5   | 3   | 2   | 4   | 2   | 3   | 1   | 6   | 1   | 307   |
| 4    | GasGas      | 16  | 9   | 8   | 2   | 5   | 4   | 5   | 13  | 1   | 7   | 1   | 1   | 5   | 7   | 2   | 15  | 1   | 9   | 2   | 2   | 270   |
| 5    | CFMoto      | 8   | 8   | 3   | 7   | 7   | Ret | 11  | 9   | 16  | 16  | 12  | 17  | 12  | 15  | 16  | 3   | 12  | 6   | 13  | 7   | 113   |
| Pos. | Constructor | POR | ARG | AME | SPA | FRA | ITA | GER | NED | GBR | AUT | CAT | RSM | IND | JPN | INA | AUS | THA | MAL | QAT | VAL | Ptos. |

### Campeonato de Equipos
| Pos. | Equipo                         | N.º. Moto | POR | ARG | AME | SPA | FRA | ITA | GER | NED | GBR | AUT | CAT | RSM | IND | JPN | INA | AUS | THA | MAL | QAT | VAL | Ptos. |
| ---- | ------------------------------ | --------- | --- | --- | --- | --- | --- | --- | --- | --- | --- | --- | --- | --- | --- | --- | --- | --- | --- | --- | --- | --- | ----- |
| 1    | Liqui Moly Husqvarna Intact GP | 71        | 6   | Ret | Ret | 4   | 2   | 3   | 2   | 2   | 2   | 3   | 4   | 7   | 3   | 2   | 18  | 2   | Ret | 2   | 6   | 1   | 417   |
| 1    | Liqui Moly Husqvarna Intact GP | 95        | 12  | 22  | 13  | 23  | 15  | 6   | Ret | 7   | 9   | 4   | DNS | 5   | Ret | 11  | 4   | 4   | 3   | 1   | 10  | 4   | 417   |
| 2    | Leopard Racing                 | 5         | 5   | Ret | 2   | 3   | 3   | 5   | 6   | 1   | 18  | Ret | 2   | 2   | 1   | 1   | 6   | 8   | 4   | 3   | 1   | 13  | 349   |
| 2    | Leopard Racing                 | 24        | 14  | 1   | Ret | 8   | 13  | Ret |     |     | Ret | 13  | 8   | 15  | Ret | Ret |     |     |     |     |     |     | 349   |
| 2    | Leopard Racing                 | 31        |     |     |     |     |     |     | 16  | Ret |     |     |     |     |     |     | Ret | 5   | 15  | 5   | 17  | 14  | 349   |
| 3    | Red Bull KTM Ajo               | 53        | 10  | 24  | 6   | 9   | 6   | 2   | 1   | 3   | 11  | 1   | 11  | 3   | 14  | Ret | 8   | 1   | 5   | 11  | 3   | 5   | 344   |
| 3    | Red Bull KTM Ajo               | 99        | 4   | 23  | 10  | 5   | 9   | 14  | 13  | 6   | 8   | 11  | 3   | 9   | 10  | 10  | 5   | 18  | 16  | Ret | 16  | 6   | 344   |
| 4    | GasGas Aspar Team              | 6         | 16  | 9   | 9   | 25  | 5   | 15  | 8   | 15  | 15  | 7   | 9   | 14  | 15  | 9   | 15  | 15  | 9   | 9   | 21  | 10  | 329   |
| 4    | GasGas Aspar Team              | 80        | Ret | 14  | 8   | 2   | 8   | 4   | 5   | 13  | 1   | 29  | 1   | 1   | 5   | 7   | 2   | Ret | 1   | Ret | 2   | 2   | 329   |
| 5    | Angeluss MTA Team              | 48        | Ret | 19  | 1   | 1   | 4   | 11  | 4   | 4   | 4   | 5   | DSQ | 8   | 8   | 5   | 9   | Ret | 11  | 4   | 15  | 3   | 289   |
| 5    | Angeluss MTA Team              | 82        | 7   | 6   | Ret | 15  | 10  | 9   | 9   | 10  | 12  | 10  | 5   | 13  | 9   | 4   | 10  | 12  | 17  | 15  | 18  | 15  | 289   |
| 6    | Red Bull KTM Tech3             | 7         | Ret | 20  | 18  | 14  | 18  | Ret | 21  | 21  | 19  | 21  | Ret | 21  | 11  | 16  | 20  | Ret | 19  | 8   | Ret | 12  | 239   |
| 6    | Red Bull KTM Tech3             | 96        | 1   | 4   | 5   | 6   | 1   | 1   | 3   | 25  | 3   | 2   | 20  | 16  | 4   | 3   | 14  | 13  | 6   | Ret | 9   | 8   | 239   |
| 7    | Sic58 Squadra Corse            | 27        | 11  | 7   | 11  | Ret | 12  | 10  | 14  | 11  | 14  | 14  | 7   | 6   | 2   | 8   | 12  | 17  | 10  | Ret | 8   | 20  | 184   |
| 7    | Sic58 Squadra Corse            | 54        | 15  | Ret | 15  | Ret | 16  | 8   | 17  | 18  | 13  | 6   | 6   | 18  | 7   | 13  | 13  | 6   | 8   | Ret | 4   | 17  | 184   |
| 8    | CFMoto Racing Prüstel GP       | 43        | 8   | 8   | 3   | 7   | 7   | Ret | 11  | 14  | 21  | 19  | 12  | 17  | 12  | Ret | 19  | 16  | 14  | 6   | 20  | 20  | 138   |
| 8    | CFMoto Racing Prüstel GP       | 66        | 9   |     |     | 18  | 11  | Ret | 22  | 9   | 16  | 16  | DSQ | 19  | Ret | 15  | 16  | 3   | 12  | 7   | 13  | 7   | 138   |
| 8    | CFMoto Racing Prüstel GP       | 92        |     | 17  | 17  |     |     |     |     |     |     |     |     |     |     |     |     |     |     |     |     |     | 138   |
| 9    | MT Helmets – MSi               | 10        | 3   | 2   | 4   | 10  | Ret | 7   | 7   | 12  | 7   | 8   | 16  | 12  | 13  | 14  | 1   | Ret | 13  | Ret | 26  | Ret | 136   |
| 9    | MT Helmets – MSi               | 57        |     |     |     |     |     |     | 26  |     |     |     |     |     |     |     |     |     |     |     |     |     | 136   |
| 9    | MT Helmets – MSi               | 63        | 22  | 11  | Ret | 21  | Ret | DNS |     | DNS | Ret | 28  | 24  | 25  | 21  | 19  | 24  | Ret | 24  | 20  | 22  | DNS | 136   |
| 10   | Boé Motorsports                | 21        |     |     |     |     |     | Ret |     |     |     |     |     |     |     |     |     | Ret | 18  | 12  | 5   | Ret | 128   |
| 10   | Boé Motorsports                | 22        | 23  | 21  | 21  | 22  | 20  | 22  | 27  | 24  | 23  | 25  | 25  | 27  | 19  | 22  | Ret |     |     |     |     |     | 128   |
| 10   | Boé Motorsports                | 44        | 2   | 16  | Ret | DNS |     |     | 12  | 5   | 5   | 9   | Ret | 4   | 6   | 6   | 3   | Ret | Ret | 17  | 12  | 9   | 128   |
| 11   | Rivacold Snipers Team          | 9         |     |     |     |     |     |     |     |     |     |     |     |     |     |     | 21  | 11  | 22  |     |     |     | 97    |
| 11   | Rivacold Snipers Team          | 18        | 17  | 12  | Ret | 13  | 17  | 12  | Ret | 16  | Ret | 12  | 10  | 20  | Ret | Ret | 11  | 9   | 7   | 10  | 7   | 18  | 97    |
| 11   | Rivacold Snipers Team          | 55        | 19  | 13  | 16  | 11  | 19  | 17  | 18  | 8   | 10  | 17  | 14  | 10  | DNS |     |     |     |     | Ret | 11  | 16  | 97    |
| 11   | Rivacold Snipers Team          | 92        |     |     |     |     |     |     |     |     |     |     |     |     |     | 17  |     |     |     |     |     |     | 97    |
| 12   | Honda Team Asia                | 64        | 18  | Ret | 12  | 19  | 21  | 20  | 19  | 23  | 22  | 26  | 17  | 26  | 18  | 23  | 25  | Ret | 26  | 19  | 25  | 23  | 67    |
| 12   | Honda Team Asia                | 72        | 20  | 18  | 20  | 16  | Ret | Ret | 10  | 17  | 20  | 18  | 13  | 11  | Ret | 12  | 7   | 7   | 2   | Ret | 14  | 11  | 67    |
| 13   | CIP Green Power                | 12        |     |     |     |     |     |     |     |     |     |     |     |     |     |     | 26  |     |     |     |     |     | 54    |
| 13   | CIP Green Power                | 16        |     | 3   | 19  | 17  | Ret | 16  | 15  | 19  |     |     |     |     |     |     |     |     |     |     |     |     | 54    |
| 13   | CIP Green Power                | 20        | DNS |     |     |     |     |     |     |     | 24  | 24  | 23  | 24  | 17  | 21  | 23  | 10  | 21  | 16  | 24  | Ret | 54    |
| 13   | CIP Green Power                | 38        | 13  | 10  | 7   | Ret | 14  | 18  | 24  | 20  | 6   | 15  | 19  | Ret | Ret |     |     | Ret | 25  | 18  | 23  | 21  | 54    |
| 14   | VisionTrack Racing Team        | 19        | Ret | 5   | 14  | 12  | Ret | 13  | 20  | 22  | 17  | 22  | 15  | 23  | Ret | 18  | Ret | DNQ | 20  | 13  | 19  | DNS | 29    |
| 14   | VisionTrack Racing Team        | 70        | 21  | 15  | DNS | 24  | 22  | 21  | 23  | Ret | 25  | 27  | 21  | 22  | 16  | 20  | 22  | 14  | 23  | 14  | Ret |     | 29    |
| Pos. | Equipo                         | N.º. Moto | POR | ARG | AME | SPA | FRA | ITA | GER | NED | GBR | AUT | CAT | RSM | IND | JPN | INA | AUS | THA | MAL | QAT | VAL | Ptos. |